# Liste der höchsten nicht mehr bestehenden Gebäude
Die Liste der höchsten nicht mehr bestehenden Gebäude behandelt eine Aufzählung aller Hochhäuser über 100 Meter Höhe, die bereits abgerissen oder zerstört wurden. Dies kann beispielsweise durch Abbruch, Sprengung, aber auch auf andere Weise geschehen.

## Beschreibung
Das höchste Gebäude, welches nicht mehr existiert, war der Nordturm (WTC 1) des alten World Trade Centers in New York City, welches am 11. September 2001 vollständig durch einen Terroranschlag zerstört wurde. Mit einer Gesamthöhe von 417 Metern war der Nordturm außerdem für kurze Zeit der höchste Wolkenkratzer der Welt. Diesen Titel hielt auch das ebenfalls New Yorker Singer Building, dessen Abriss bereits 1968 nach 60 Jahren Bestandzeit des Wolkenkratzers erfolgte, gemeinsam mit dem benachbarten City Investing Building. Mit einer Höhe von 187 Metern war es bis 2021 das höchste geplant abgerissene Gebäude der Welt, bis es vom 215 Meter hohen JP Morgan World Headquarters an der 270 Park Avenue, ebenso in New York City, abgelöst wurde.
In Deutschland wurde von 2019 bis 2021 das Hochhaus am Raderberggürtel in Köln abgebrochen. Ursprüngliche Planungen sahen eine Sprengung vor, diese wurden jedoch nicht verwirklicht. Bei 138 Metern wäre es das höchste jemals gesprengte Gebäude gewesen; es ist aber dennoch das höchste nicht mehr existente Gebäude des Landes. So bleibt der Frankfurter AfE-Turm das höchste gesprengte Gebäude innerhalb Deutschlands. In der Schweiz und Österreich sind das 52 m hohe Syngenta Hochhaus in Basel, und das Zollamt in Wien mit einer Höhe von 72 m die höchsten abgebrochenen Hochhäuser.

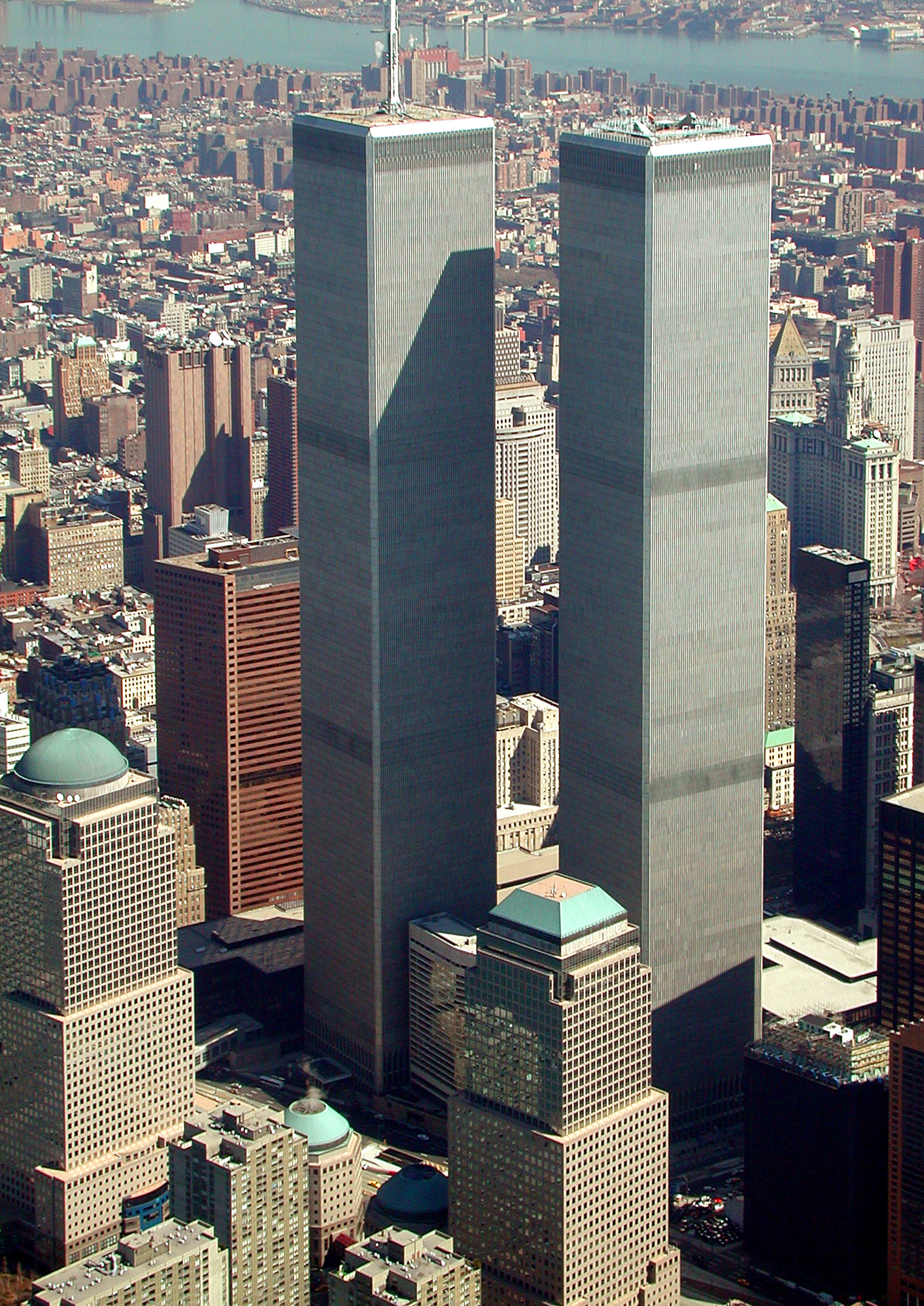
Das alte World Trade Center ist der höchste nicht mehr bestehende Gebäudekomplex
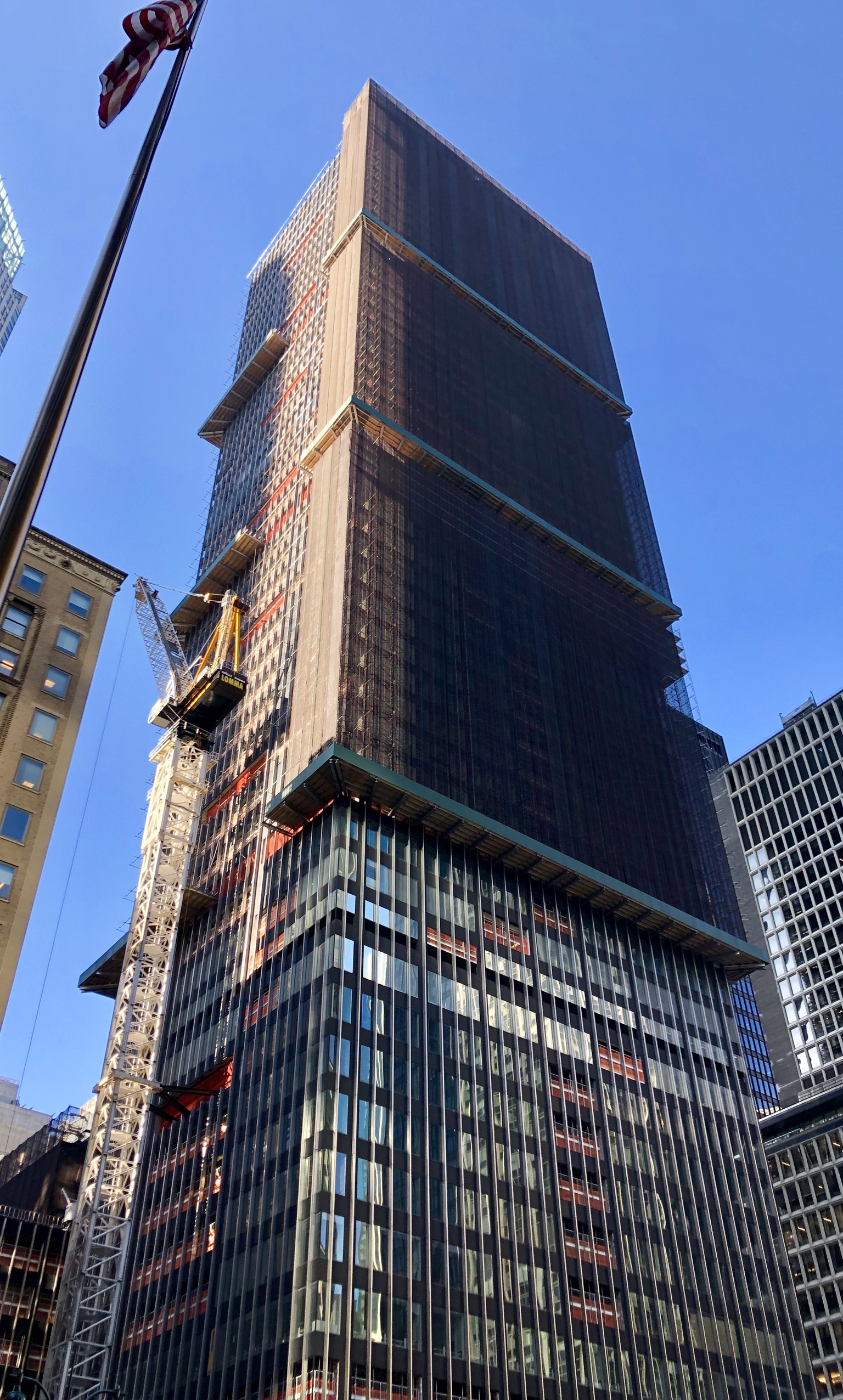
Die Abrissarbeiten am JP Morgan World Headquarters im Oktober 2019
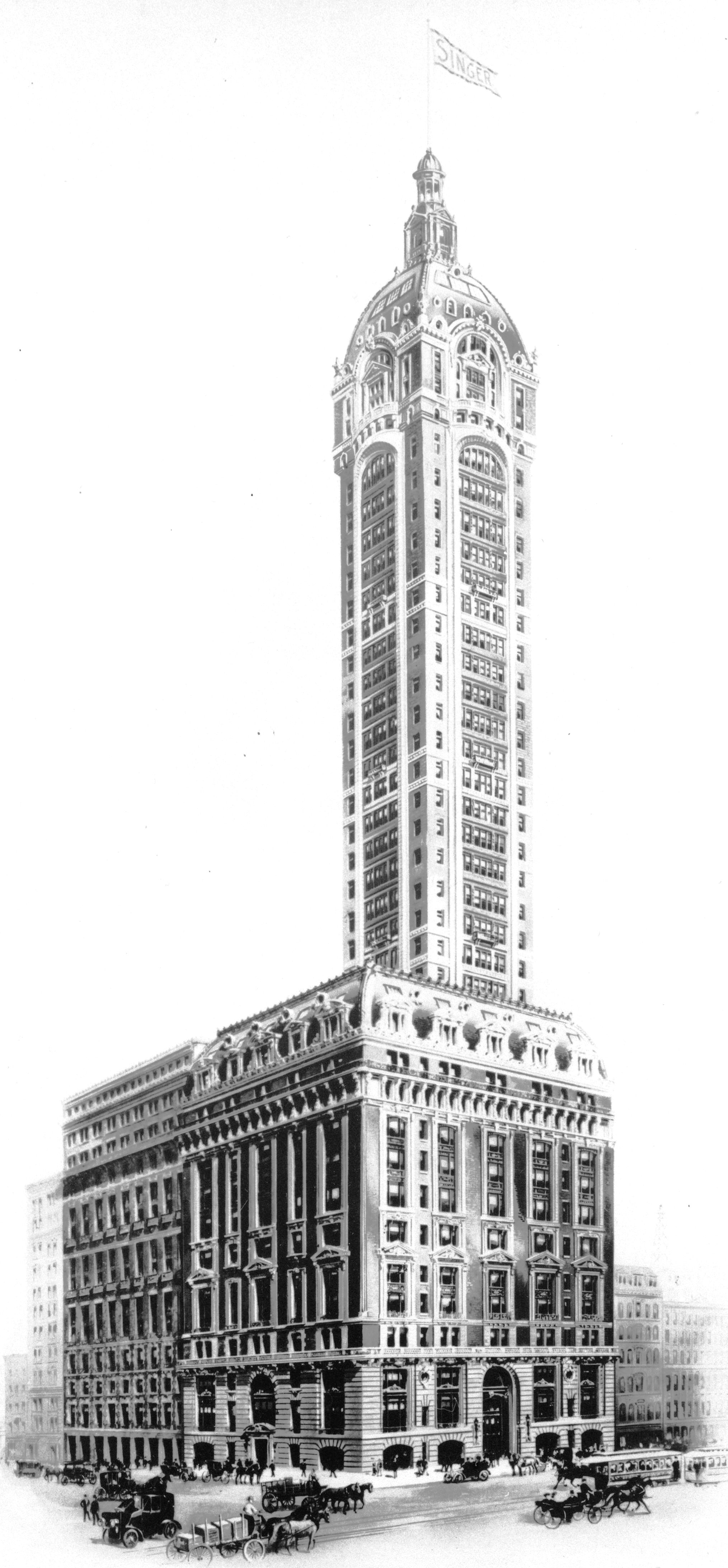
Das Singer Building war lange Zeit, bis 2021, das höchste abgerissene Gebäude der Welt
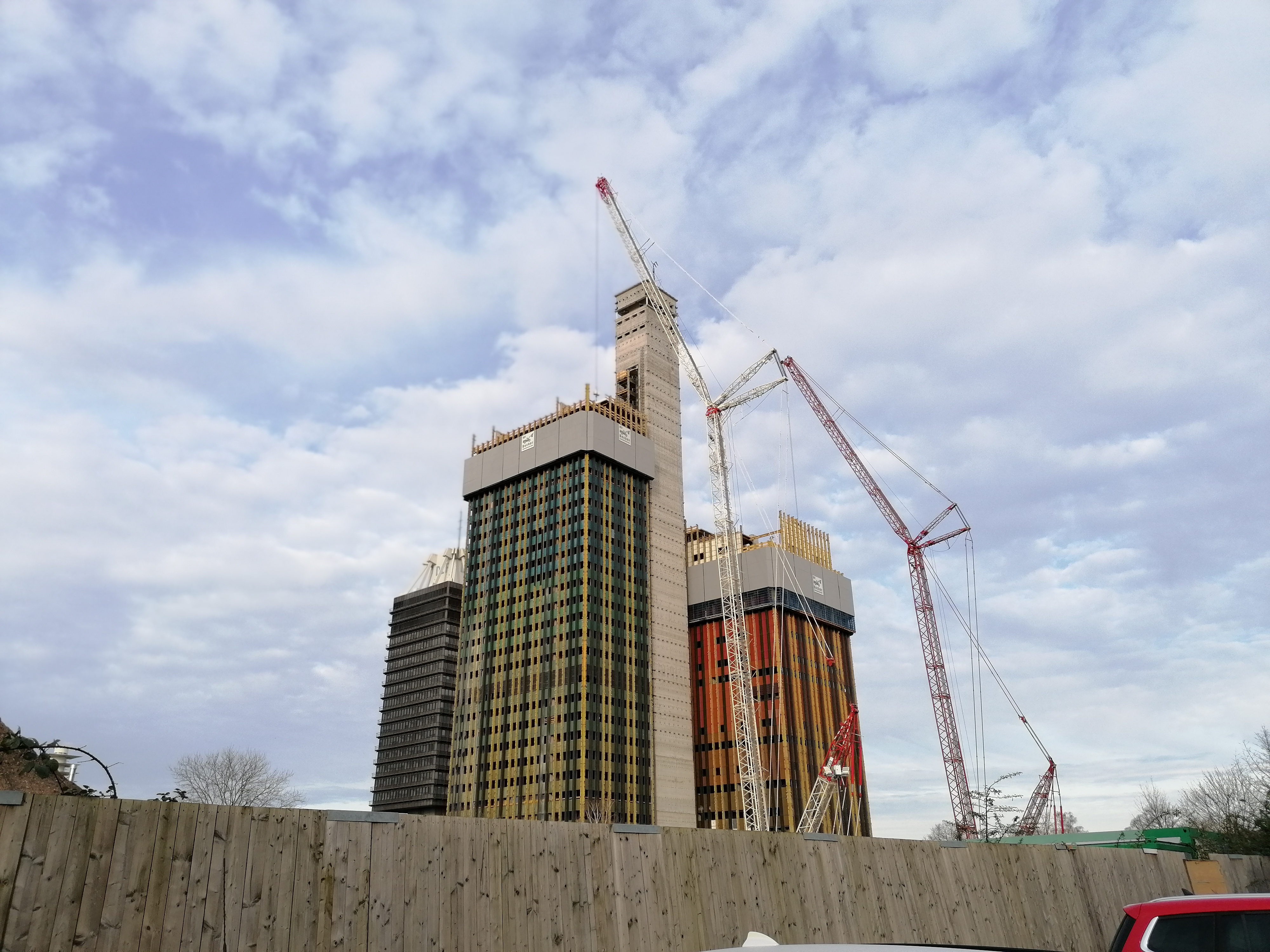
Die Abrissarbeiten am Funkhaus am Raderberggürtel im Februar 2020
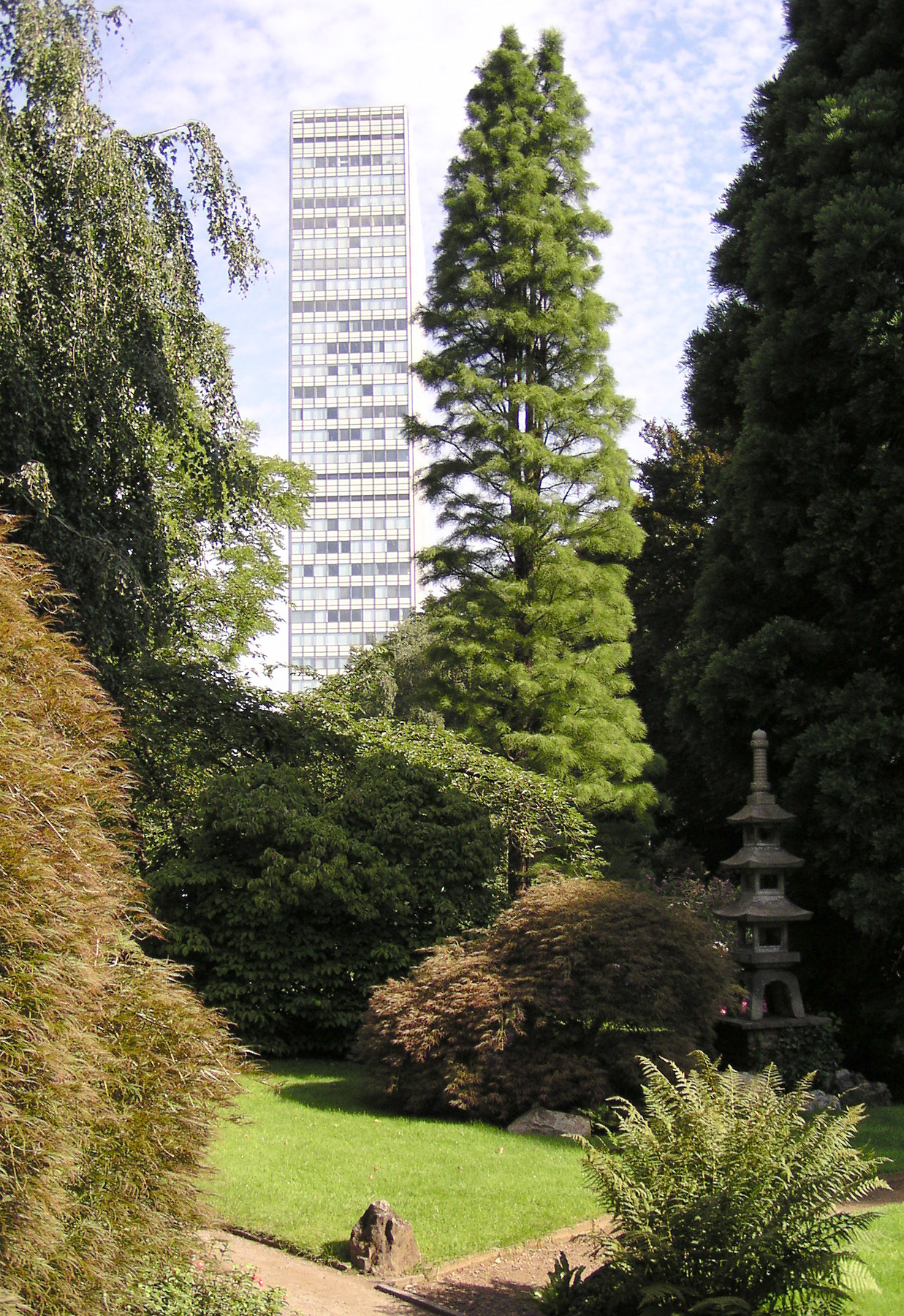
Das Bayer-Hochhaus ist nach dem Kölner Funkhaus das zweithöchste abgerissene Gebäude Deutschlands

## Liste der höchsten nicht mehr bestehenden Gebäude
E. = Etagen, BJ = Baujahr (Jahr der Fertigstellung)
| Nr. | Gebäude                                    | Stadt              | Staat                        | Höhe    | E.  | BJ   | Bestandsende | Bemerkungen |
| --- | ------------------------------------------ | ------------------ | ---------------------------- | ------- | --- | ---- | ------------ | --- |
| 1   | One World Trade Center                     | New York City      | Vereinigte Staaten           | 417 m   | 110 | 1972 | 2001         | War von 1972 bis 1974 das höchste Gebäude der Welt. Am 11. September 2001 durch einen Terroranschlag zerstört.                                                                                                 |
| 2   | Two World Trade Center                     | New York City      | Vereinigte Staaten           | 415 m   | 110 | 1973 | 2001         | Am 11. September 2001 durch einen Terroranschlag zerstört |
| 3   | JP Morgan World Headquarters               | New York City      | Vereinigte Staaten           | 215 m   | 52  | 1960 | 2021         | Das ehemalige Union Carbide Building war bis zuletzt das Hauptquartier der JP Morgan Chase. Die Abrissarbeiten dauerten von 2019 bis Anfang 2021 an. Seitdem das höchste geplant abgerissene Gebäude der Welt. |
| 4   | Singer Building                            | New York City      | Vereinigte Staaten           | 187 m   | 48  | 1908 | 1968         | War von 1908 bis 1909 das höchste Gebäude der Welt. Bis 2021 höchster abgebrochener Wolkenkratzer der Welt. |
| 5   | World Trade Center 7                       | New York City      | Vereinigte Staaten           | 174 m   | 47  | 1987 | 2001         | Am 11. September 2001 durch einen Terroranschlag zerstört. |
| 6   | CPF Building                               | Singapur           | Singapur                     | 171 m   | 45  | 1976 | 2018         | |
| 7   | Meena Plaza I                              | Abu Dhabi          | Vereinigte Arabische Emirate | 168,5 m | 46  | 2015 | 2020         | Bauruine, das höchste gesprengte Gebäude der Welt |
| 8   | Morrison Hotel                             | Chicago            | Vereinigte Staaten           | 160 m   | 45  | 1925 | 1965         | |
| 9   | Deutsche Bank Building                     | New York City      | Vereinigte Staaten           | 157 m   | 39  | 1974 | 2011         | Wurde infolge der Schäden durch den Anschlag auf das benachbarte World Trade Center 2011 abgerissen. |
| 10  | UIC Building                               | Singapur           | Singapur                     | 152 m   | 40  | 1974 | 2013         | |
| 11  | One Meridian Plaza                         | Philadelphia       | Vereinigte Staaten           | 150 m   | 38  | 1972 | 1999         | Infolge eines Brandes 1991 abgerissen. |
| 12  | Menera Tun Razak                           | Kuala Lumpur       | Malaysia                     | 150 m   | 37  | 1983 | 2014         | |
| 13  | City Investing Building                    | New York City      | Vereinigte Staaten           | 148 m   | 33  | 1908 | 1968         | Gemeinsam mit dem Singer Building abgerissen worden. |
| 14  | The Ritz-Carlton                           | Hongkong           | Volksrepublik China          | 142 m   | 31  | 1993 | 2009         | |
| 15  | Grand Prince Hotel Akasaka                 | Tokio              | Japan                        | 141 m   | 39  | 1982 | 2013         | |
| 16  | Hennessy Centre                            | Hongkong           | Volksrepublik China          | 140 m   | 41  | 1983 | 2008         | |
| 17  | The Harmon                                 | Las Vegas          | Vereinigte Staaten           | 138 m   | 27  | 2009 | 2015         | Das Gebäude wurde noch vor der Eröffnung wieder abgerissen, nachdem man Strukturschäden fand. |
| 18  | Funkhaus am Raderberggürtel                | Köln               | Deutschland                  | 138 m   | 34  | 1978 | 2020         | Die Abrissarbeiten begannen 2019 und fanden im März 2021 ihren Abschluss. Es ist seitdem das höchste abgebrochene Gebäude Deutschlands.                                                                        |
| 19  | Ardmore Park Old Block 1                   | Singapur           | Singapur                     | 137 m   | 36  | 1978 | 2009         | |
| 20  | Ardmore Park Old Block 2                   | Singapur           | Singapur                     | 137 m   | 36  | 1978 | 2009         | |
| 21  | Ardmore Park Old Block 3                   | Singapur           | Singapur                     | 137 m   | 36  | 1978 | 2009         | |
| 22  | J. L. Hudson Building                      | Detroit            | Vereinigte Staaten           | 134 m   | 29  | 1911 | 1998         | |
| 23  | Savoy-Plaza Hotel                          | New York City      | Vereinigte Staaten           | 136 m   | 33  | 1930 | 1964         | Auf der Fläche entstand das General Motors Building |
| 24  | National City Bank Building                | New York City      | Vereinigte Staaten           | 132 m   | 32  | 1928 | 1986         | |
| 25  | State Office Block                         | Sydney             | Australien                   | 128 m   | 35  | 1965 | 1997         | |
| 26  | The Excelsior                              | Hongkong           | Volksrepublik China          | 126,3 m | 37  | 1973 | 2019         | |
| 27  | Shinsei Bank Headquarters                  | Tokio              | Japan                        | 126 m   | 21  | 1993 | 2013         | |
| 28  | CAGA House                                 | Sydney             | Australien                   | 125 m   | 30  | 1977 | 1992         | |
| 29  | Crowne Plaza Mutiara KL                    | Kuala Lumpur       | Malaysia                     | 123 m   | 36  | 1973 | 2015         | |
| 30  | Chongqing Chaotianmen Hotel                | Chongqing          | Volksrepublik China          | 123 m   | 31  | 1998 | 2012         | |
| 31  | Bayer-Hochhaus                             | Leverkusen         | Deutschland                  | 122 m   | 32  | 1963 | 2012         | |
| 32  | Henninger-Turm                             | Frankfurt          | Deutschland                  | 120 m   | 30  | 1961 | 2013         | 2018 wurde hier der Nachfolgerbau eröffnet, der sich dem alten Henninger-Turm optisch anlehnt, allerdings 140 Meter hoch ist.                                                                                  |
| 33  | Empire Landmark Hotel                      | Vancouver          | Kanada                       | 120 m   | 42  | 1973 | 2019         | |
| 34  | Westpac Bank Building                      | Sydney             | Australien                   | 119 m   | 30  | 1971 | 2017         | |
| 35  | Ocean Building                             | Singapur           | Singapur                     | 119 m   | 28  | 1974 | 2007         | |
| 36  | First National Bank Building               | Pittsburgh         | Vereinigte Staaten           | 118 m   | 26  | 1912 | 1970         | |
| 37  | Jinhua Building                            | Xi’an              | Volksrepublik China          | 118 m   | 28  | 1999 | 2015         | Bauruine |
| 38  | Hanover National Bank Building             | New York City      | Vereinigte Staaten           | 117 m   | 22  | 1903 | 1931         | |
| 39  | Centre International Rogier                | Brüssel            | Belgien                      | 117 m   | 30  | 1960 | 2001         | |
| 40  | AfE-Turm                                   | Frankfurt          | Deutschland                  | 116 m   | 32  | 1974 | 2014         | Europaweit höchstes gesprengtes Gebäude. Auf dem Grundstück wurden One Forty West und der Senckenberg-Turm gebaut.                                                                                             |
| 41  | Ocean Tower                                | South Padre Island | Vereinigte Staaten           | 116 m   | 31  |      | 2009         | Gewichtsmäßig das größte gesprengte Gebäude der Welt |
| 41  | Knickerbocker Trust Building               | New York City      | Vereinigte Staaten           | 116 m   | 27  | 1909 | 1964         | |
| 43  | GINWA Enterprise Building                  | Xi’an              | Volksrepublik China          | 116 m   | 26  | 1999 | 2016         | |
| 44  | Landmark Tower                             | Fort Worth         | Vereinigte Staaten           | 116 m   | 30  | 1957 | 2006         | |
| 45  | Empire Landmark Hotel                      | Vancouver          | Kanada                       | 116 m   | 40  | 1973 | 2019         | |
| 46  | Trinity Court                              | New York City      | Vereinigte Staaten           | 114 m   | 25  | 1927 | 2015         | |
| 47  | Pearl Bank Apartments                      | Singapur           | Singapur                     | 113 m   | 38  | 1976 | 2019         | |
| 48  | Richfield Tower                            | Los Angeles        | Vereinigte Staaten           | 113 m   | 13  | 1929 | 1969         | |
| 49  | Landmark Hotel & Casino                    | Las Vegas          | Vereinigte Staaten           | 111 m   | 31  | 1969 | 1995         | |
| 50  | Wilson Mendes Caldeira                     | São Paulo          | Brasilien                    | 110 m   | 32  | 1963 | 1975         | |
| 51  | Goldfield House                            | Sydney             | Australien                   | 110 m   | 25  | 1966 | 2018         | |
| 52  | Furama Kempinski Hotel                     | Hongkong           | Volksrepublik China          | 110 m   | 33  | 1976 | 2002         | |
| 53  | Stardust West Tower                        | Las Vegas          | Vereinigte Staaten           | 109 m   | 32  | 1976 | 2007         | |
| 54  | Risona Maruha Building                     | Tokio              | Japan                        | 108 m   | 24  | 1978 | 2013         | |
| 55  | Lisbon Bank Building                       | Johannesburg       | Südafrika                    | 108 m   | 26  | 1967 | 2019         | |
| 56  | Yufeng Building                            | Nanchang           | Volksrepublik China          | 108 m   | 26  | 1990 | 2017         | |
| 57  | Sheraton-Lincoln-Hotel                     | Houston            | Vereinigte Staaten           | 107 m   | 28  | 1962 | 2011         | |
| 58  | 60 Wall Street                             | New York City      | Vereinigte Staaten           | 107 m   | 26  | 1905 | 1977         | Der Nachfolgebau trägt auch den Namen 60 Wall Street. |
| 59  | Hotel Sofitel                              | Tokio              | Japan                        | 106 m   | 26  | 1994 | 2008         | |
| 60  | Manhattan Life Insurance Building          | New York City      | Vereinigte Staaten           | 106 m   | 18  | 1894 | 1964         | War von 1894 bis 1899 das höchste Bürogebäude der Welt. |
| 61  | New York Coliseum                          | New York City      | Vereinigte Staaten           | 105 m   | 26  | 1956 | 2000         | Auf der Grundfläche des Coliseums wurde das Time Warner Center erbaut. |
| 62  | Farmers Bank Building                      | Pittsburgh         | Vereinigte Staaten           | 105 m   | 25  | 1902 | 1997         | |
| 63  | Yasuda Fuji Otemachi Coop Building         | Tokio              | Japan                        | 105 m   | 24  | 1990 | 2012         | |
| 64  | Crowne Plaza Hotel                         | Kuala Lumpur       | Malaysia                     | 105 m   | 26  | 1973 | 2014         | |
| 65  | Edificio Windsor                           | Madrid             | Spanien                      | 104 m   | 32  | 1979 | 2005         | Am 12. Februar 2005 brannte das Gebäude nahezu vollständig aus und wurde daraufhin abgerissen. |
| 66  | Yu Chui Court Block D                      | Hongkong           | Volksrepublik China          | 104 m   | 34  |      | 2001         | |
| 67  | Yu Chui Court Block E                      | Hongkong           | Volksrepublik China          | 104 m   | 34  |      | 2001         | |
| 68  | Capital Plaza Office Tower                 | Frankfort          | Vereinigte Staaten           | 103 m   | 28  | 1972 | 2018         | |
| 69  | Water Sewerage and Drainage Board Building | Sydney             | Australien                   | 103 m   | 28  | 1965 | 2017         | |
| 70  | BASF-Hochhaus                              | Ludwigshafen       | Deutschland                  | 102 m   | 22  | 1957 | 2014         | |
| 71  | Enterprise house                           | Melbourne          | Australien                   | 102 m   | 24  | 1973 | 2020         | |
| 72  | Langer Oskar                               | Hagen              | Deutschland                  | 101 m   | 23  | 1973 | 2004         | |
| 73  | Martin Tower                               | Bethlehem          | Vereinigte Staaten           | 101 m   | 21  | 1972 | 2019         | |
| 74  | Tower Building                             | Baltimore          | Vereinigte Staaten           | 101 m   | 16  | 1912 | 1986         | |
| 75  | Southwark Plaza II                         | Philadelphia       | Vereinigte Staaten           | 100,7 m | 26  | 1963 | 2000         | |
| 76  | Southwark Plaza III                        | Philadelphia       | Vereinigte Staaten           | 100,7 m | 26  | 1963 | 2000         | |
| 77  | Drapers Gardens                            | London             | Vereinigtes Königreich       | 100 m   | 30  | 1967 | 2007         | |
| 78  | Southwark Towers                           | London             | Vereinigtes Königreich       | 100 m   | 25  | 1976 | 2008         | Auf dem Grundstück befindet sich heute The Shard |
| 79  | Mitsui Bussan Building                     | Tokio              | Japan                        | 100 m   | 24  | 1974 | 2016         | |
| 80  | Three George Hotel                         | Chongqing          | Volksrepublik China          | 100 m   | 22  |      | 2012         | |